# Neomochtherus ochrapes
Neomochtherus ochrapes är en tvåvingeart som beskrevs av Hull 1967. Neomochtherus ochrapes ingår i släktet Neomochtherus och familjen rovflugor. Inga underarter finns listade i Catalogue of Life.